# إدغار بارتولوميو
إدغار بارتولوميو هو لاعب كرة قدم أنغولي، ولد في 14 سبتمبر 1976 في لواندا في أنغولا. لعب مع نيويورك ريد بولز.

## وصلات خارجية
- إدغار بارتولوميو على موقع الدوري الأمريكي (الإنجليزية)
- إدغار بارتولوميو على موقع قاعدة بيانات كرة القدم.إي يو (الإنجليزية)